# Богомолов, Алексей Алексеевич
Алексей Алексеевич Богомолов (род. 1956, Москва, СССР) — российский журналист, писатель, редактор.

## Биография
Родился 27 сентября 1956 года в Москове
В 1978 году окончил исторический факультет МГУ им. Ломоносова. В 2001 году окончил юридический факультет Академии Государственной службы при Президенте РФ (Орловский филиал)
После работы преподавателем истории КПСС и аспирантуры в марте 1991 года стал корреспондентом на гонораре газеты «Московский комсомолец». Через три месяца был зачислен а штат газеты, работал обозревателем, редактором отдела учащейся молодёжи, парламентским корреспондентом, и. о. редактора отдела политики. Опубликовал несколько сотен материалов по истории России, политике, неоднократно выезжал в «горячие точки».
В 1994 году был приглашён Артёмом Боровиком, главным редактором газеты «Совершенно секретно» работать в качестве заместителя главного редактора, работал заместителем главного редактора, обозревателем, первым заместителем главного редактора.

## Государственная служба
В 1996 году был приглашён Председателем Совета Федерации Федерального Собрания РФ Е. С. Строевым
в качестве советника. Работал в Совете Федерации и покинул его вместе с Е. С. Строевым в 2002 году. С 2002 года работал в аппарате губернатора Орловской области советником губернатора, а в 2008 г. был назначен на государственную должность Орловской области заместителя председателя Коллегии (правительства) Орловской области, руководителя Представительства Орловской области при Правительстве РФ.
В 2009 г. после прекращения губернаторских полномочий Е. С. Строева покинул государственную службу.
Государственный советник Российской Федерации 3 класса (Указ РФ № 1316 от 17.12.1997), Действительный государственный советник Орловской области 1 класса (Распоряжение от 21.02.2005 г. № 40 — РК). Отмечен Почётными грамотами Председателя Совета Федерации (2001 г.) и Губернатора Орловской области (2006 г.), ведомственными наградами.

## Журналистика
С 2010 года по 2011 год Алексей Богомолов — внештатный корреспондент, специальный корреспондент газеты «Комсомольская правда». Автор ряда публикаций из цикла «История современности», основанных на архивных документах и интервью с бывшими сотрудниками 9-го управления КГБ СССР.
- В 2010 году А. А. Богомолов вёл проект «Комсомолки» «Худеем со звёздами».
  - Вместе с ним в нём участвовали Николай Басков, Корнелия Манго и Александр Семчев[2].
- С сентября 2011 года — обозреватель,
  - с марта по май 2014 года — главный редактор газеты «Совершенно секретно».
- С ноября 2015 года по 2018 год — обозреватель, первый заместитель главного редактора газеты «Совершенно секретно».

Он — автор ряда резонансных материалов, как исторического плана, так и по современной тематике.
В феврале 2016 года обнаружил и опубликовал архивные материалы, доказывающие реальность существования внебрачного сына И. Сталина Александра Давыдова. Впоследствии по материалам А. А. Богомолова были проведены телепередачи с его участием «Пусть говорят», «Прямой эфир» и др., во время которых проведённая генетическая экспертиза доказала, что сын Александра Давыдова Юрий Давыдов действительно является кровным родственником «вождя народов».

## Литературная деятельность
С 2006 года А. А. Богомолов занимается литературной деятельностью.
- В 2007 и 2008 годах он в качестве литературного редактора (а фактически соавтора) подготовил две книги Петра Подгородецкого «Машина с евреями» и «Русские идут!», вышедшие в издательстве АСТ;
- в 2010 году вышла его книга «Похудей со звёздами!» по мотивам его одноимённого проекта в «Комсомолке»
  - второе издание вышло в 2011 году;
- в 2011 году вышли его книги «Лиепайская диета» и «Вожди СССР в откровениях соратников, охраны и обслуги».
- В 2012 году в издательстве АСТ вышла книга А. А. Богомолова «Добрый дедушка Сталин»,
  - книга переиздана в 2013 году.
- В 2009 году А. А. Богомолов в соавторстве с известным шоуменом Романом Трахтенбергом написал роман «Рома едет в Кремль».
  - Работа над ним была прервана в связи со смертью Трахтенберга в ноябре 2009 года, но книга всё же была закончена
  - и вышла в 2013 году в издательстве АСТ.
- В 2016 году была издана книга А. А. Богомолова «Легенды первых лиц СССР»[5].

## Спорт
В детские и юношеские годы А. А. Богомолов занимался хоккеем в системе московского «Спартака», а с 1973 по 2001 годы его главной командой был хоккейный клуб МГУ, несмотря на то, что он пробовал свои силы в нескольких командах мастеров и в разное время выходил на лёд вместе с самыми известными хоккеистами СССР 70-х-80-х годов. В качестве вратаря провёл более 500 официальных матчей в командах различного уровня. В 2001 году А. А. Богомолов был награждён университетской медалью «За заслуги в развитии спорта» за номером 24, расположившись как раз между чемпионом мира по шахматам Анатолием Карповым и олимпийской чемпионкой по спринту Ириной Приваловой).
В 1992—1994 гг., работая в газете «Московский комсомолец», устраивал спортивное шоу «Непробиваемый вратарь», в котором вместе с ним участвовали Владимир Крутов, Александр Мальцев, Сергей Гимаев, Александр Гусев, Борис Александров, Александр Кожевников, Александр Сидельников, Сергей Капустин и многие другие звёзды советского хоккея.
В 1997—2001 г. был вице-президентом возрождённого ХК МГУ, ставшего командой мастеров и поднявшейся из второй лиги (регион Центр) первенства России в первую лигу, где в 1999 году команда заняла второе место. В сезоне 1999—2000 гг. она выиграла соревнования в первой лиге и перешла в Восточно-Европейскую хоккейную лигу, в которой стала первой командой из России (до этого в ней играли коллективы Латвии, Белоруссии и Украины). В 2001 году ХК МГУ занял 4 место в первенстве ВЕХЛ.

## Послужной список
- Главный редактор газеты «Совершенно секретно» (2014)[6],
- первый заместитель главного редактора (1994—1996 и 2015—2018),
  - обозреватель (2012—2014).
- Специальный корреспондент газеты «Комсомольская правда» (2010—2012)[7],
- заместитель председателя коллегии (правительства) Орловской области,
- руководитель представительства Орловской области при Правительстве РФ (2008—2009),
- советник губернатора Орловской области по связям с общественностью и экономической безопасности (2007—2008),
- советник губернатора Орловской области по связям с общественностью (2002—2007),
- советник пресс-службы Совета Федерации Федерального собрания РФ (1996—2002)[8],
- корреспондент, обозреватель, редактор отдела газеты «Московский комсомолец» (1991—1994),
- преподаватель кафедры истории КПСС Московского института радиотехники, электроники и автоматики (1984—1991),
- аспирант кафедры истории КПСС гуманитарных факультетов МГУ им. М.В. Ломоносова (1981—1984),
- ассистент кафедры истории КПСС Московского института инженеров железнодорожного транспорта (МИИТ) (1978—1981),
- студент исторического факультета МГУ им. М. В. Ломоносова (1973—1978).

## Фильмография
| Год  |   | Название      | Роль                                          |
| ---- | - | ------------- | --------------------------------------------- |
| 1985 | ф | Начни сначала | Радист антарктической экспедиции Виктор Попов |